# 4A villamos (Budapest)
A budapesti 4A jelzésű villamos a Lágymányosi lakótelep és a Császárfürdő között közlekedett. A viszonylatot a Budapesti Közlekedési Vállalat üzemeltette.

## Története
1963. január 1-jén indult el a Petőfi híd és a Margit híd budai hídfői között. December 16-án új villamos-végállomást adtak át "Lágymányosi lakótelep" néven a Schönherz Zoltán úton, ezért elindult a 4B villamos, ami a Margit híd budai hídfőjétől indult és itt fejezte be útvonalát. 1964. február 3-án összevonták a két betétjáratot, így az új 4A már a Lágymányosi lakótelep végállomásig közlekedett.
1966. június 12-én bevezették a 4-es és 4A vonalon a kalauz nélküli közlekedést.
1971. március 7-én a szentendrei HÉV Margit hídtól a Batthyány térig tartó kéreg alatti szakaszának építése miatt a 4-es és a 4A villamos útvonalát északon a Török utcán és a Frankel Leó úton a Császárfürdő végállomásig hosszabbították, ahonnan kis gyaloglással elérhető volt a lerövidített HÉV ideiglenes, Duna-parti végállomása. 1972. december 22-én az M2-es metró második szakaszának átadásával a 4-es végállomása a Moszkva (Széll Kálmán) tér és a Lágymányosi lakótelep (ma: Újbuda-központ) lett, ezzel párhuzamosan 4A villamos megszűnt.

## Útvonala
| Császárfürdő felé | Lágymányosi lakótelep felé |
| --- | --- |
| Lágymányosi lakótelep vá. – Irinyi József utca – Petőfi híd – Ferenc körút – József körút – Lenin körút – Szent István körút – Margit híd – Margit körút – Frankel Leó út – Császárfürdő vá. | Császárfürdő vá. – Frankel Leó út – Török utca – Margit körút – Margit híd – Szent István körút – Lenin körút – József körút – Ferenc körút – Petőfi híd – Irinyi József utca – Lágymányosi lakótelep vá. |

## Megállóhelyei
Az átszállási kapcsolatok között a 4-es villamos nincs feltüntetve!
| 0  | Lágymányosi lakótelep végállomás | 19 | 3, 12, 53, 86, 186 9, 9A, 41, 43, 43A, 47                                        |
| 1  | Budafoki út                      | 18 | 10, 10A, 12, 86                                                                  |
| 2  | Petőfi híd                       | 17 | 12 6                                                                             |
| 3  | Boráros tér                      | 16 | Csepeli gyorsvasút 12, 12A, 15, 23, 54, 54Y, 112A, 123, 154, K 2, 6, 31          |
| 4  | Tompa utca                       | 15 | 12, 12A 6, 20, 30                                                                |
| 5  | Üllői út                         | 14 | 6, 12, 12A, 81, 106, 181 6, 42, 42A, 52, 63                                      |
| 6  | Baross utca                      | 13 | 9, 12, 12A, 99, 99Y, 109, 117 6 74                                               |
| 7  | Rákóczi tér                      | 12 | 12, 12A 6                                                                        |
| 8  | Rákóczi út                       | 11 | 7C, 12, 12A, 39, 74, 89, 89A, 107, 112A 6, 19, 28, 29, 37, 37A, 44, 67, 68       |
| 9  | Wesselényi utca                  | 10 | 5, 12, 12A 6                                                                     |
| 10 | Majakovszkij utca                | 9  | 12, 12A 6 70, 78                                                                 |
| 11 | November 7. tér                  | 8  | Millenniumi Földalatti Vasút 1, 4, 12, 12A, 104, 112A, O 6 70, 78                |
| 12 | Nyugati pályaudvar               | 7  | 6, 39, 12, 12A, 43, 106, 112A, 143 6, 33, 47, 49, 52 71, 72, 73 Budapest-Nyugati |
| 13 | Visegrádi utca                   | 6  | 6, 12, 12A, 15, 39 3, 3A, 6, 12, 14, 55                                          |
| 14 | Jászai Mari tér                  | 5  | 6, 12, 12A, 26, 39, 39A, 91, 91Y 2, 6, 15, 15A 76                                |
| 15 | Margit-sziget                    | 4  | 6, 12, 12A, 26, 39, 39A, 91, 91Y 6                                               |
| 16 | Margit híd, budai hídfő          | 3  | 6, 12, 12A, 39, 39A, 60, 84, 86, 91, 91Y, 106, 186 6, 18, 57                     |
| ∫  | Margit híd, budai hídfő          | 2  | 6, 12, 12A, 39, 39A, 60, 84, 86, 91, 91Y, 106, 186 6, 18, 57                     |
| 17 | Lukács fürdő                     | 1  | 18, 57                                                                           |
| 18 | Császárfürdő végállomás          | 0  | Szentendrei HÉV 6, 60, 84, 86, 186 11, 17, 18, 57                                |

### Útvonaldiagram
- Dél-budai szakasz (Lágymányosi lakótelep – Petőfi híd). fentrol.hu. (Hozzáférés: 2020. június 23.)
- Petőfi híd – Üllői út. fentrol.hu. (Hozzáférés: 2020. június 23.)
- A Ferenc körút–Tompa utcai vágánykapcsolat vázlata. villamosok.hu. (Hozzáférés: 2020. június 23.)
- Üllői út – Rákóczi tér. fentrol.hu. (Hozzáférés: 2020. június 23.)
- Rákóczi tér – Blaha Lujza tér. fentrol.hu. (Hozzáférés: 2020. június 23.)
- A József körút–Népszínház utcai vágánykapcsolat vázlata. villamosok.hu. (Hozzáférés: 2020. június 23.)
- Blaha Lujza tér – Majakovszkij utca. fentrol.hu. (Hozzáférés: 2020. június 23.)
- November 7. tér. fentrol.hu. (Hozzáférés: 2020. június 23.)
- Lenin körúti kitérő (két mh. között). fentrol.hu. (Hozzáférés: 2020. június 23.)
- Marx tér és környéke. fentrol.hu. (Hozzáférés: 2020. június 23.)
- A Marx téri vágánykapcsolatok vázlata. villamosok.hu. (Hozzáférés: 2020. június 23.)
- Margit hídi szakasz. fentrol.hu. (Hozzáférés: 2020. június 23.)
- Margit híd, budai hídfő – Lukács fürdő. fentrol.hu. (Hozzáférés: 2020. június 23.)
- Császárfürdő. fentrol.hu. (Hozzáférés: 2020. június 23.)